# Koszmosz–30
A Koszmosz–30 (oroszul: Космос–30) a szovjet Koszmosz műhold-sorozat tagja. Negyedik generációs Zenyit–4 felderítő műhold.

## Küldetés
Űrkutatási és katonai programot hajtott végre, adatgyűjtést folytatva a Föld sugárzási övezeteinek vizsgálatához. Programja a Koszmosz–22-vel megegyező. Az emberes űrkutatási program végrehajtását segítette.

## Jellemzői
Az OKB–1 tervezőirodában kifejlesztett, ellenőrzése alatt gyártott műhold.
1964. május 18-án a Bajkonuri űrrepülőtér indítóállomásról egy Voszhod (GRAU-kódja: 11A57) hordozórakétával juttatták alacsony Föld körüli pályára. A hordozórakéta a Voszhod-program keretében, 1964. október 12-én indított Voszhod–1 emberes űrhajó hordozóeszközének gyakorlati próbájaként szolgált.
A 90,24 perces, 64,93 fokos hajlásszögű, elliptikus pálya elemei: perigeuma 202 kilométer, apogeuma 367 kilométer volt. Hasznos tömege 4780 kilogramm. A sorozat felépítését, szerkezetét, alapvető fedélzeti rendszereit tekintve egységesített, szabványosított tudományos-kutató űreszköz. Áramforrása kémiai akkumulátor, szolgálati ideje maximum 12 nap.
Fototechnikai (fényképezőgép, televíziós kamera) berendezései 3-5 méter közötti felbontású képeket készítettek.
1964. május 26-án 8 nap után, földi parancsra belépett a légkörbe és hagyományos módon – ejtőernyős leereszkedés – visszatért a Földre.